# Port lotniczy Lethem
Port lotniczy Lethem (IATA: LTM, ICAO: SYLT) – port lotniczy zlokalizowany w miejscowości Lethem, w Gujanie.